# Artur Khachatryan
Pour les articles homonymes, voir Khachatryan.
Artur Khachatryan est un boxeur arménien né le 13 septembre 1983.

## Carrière
Il remporte la médaille de bronze aux championnats d'Europe de Moscou en 2010, battu en demi-finales par le russe Artur Beterbiyev 11 points à 2.